# Ak Sunkur al-Bursuki
Ak Sunkur al-Bursuki, arab. آق سنقر البرسقي (pełne imię: Abu Sa'id Sajf ad-Din Kasim ad-Daula Ak Sunkur al-Bursuki) (ur. ? - zm. 26 listopada 1126) – jeden z najważniejszych dowódców seldżuckich sułtanów Mohammada Tapara (1105 - 1118) i Mahmuda (1118 - 1131).

## Życiorys
Swoją karierę rozpoczynał jako mameluk Bursuka (zm. 1097), dowódcy w służbie Tughril Bega (1038 - 1063) i kolejnych seldżuckich sułtanów. To stąd wzięła się jego nisba al-Bursuki. W roku 1105 Mohammad Tapar mianował go swoim namiestnikiem (szihna) w Bagdadzie. Na tym stanowisku jego głównym zadaniem była ochrona stolicy Iraku przed zakusami władców z arabskiej dynastii Mazjadydów z Al-Hilli. Po śmierci w roku 1113 namiestnika Mosulu Maududa Ak Sunkur otrzymał dodatkowo faktyczną władzę nad tym miastem, formalnie będąc atabegiem małoletniego syna sułtana, Masuda (1135 - 1152). W tej roli miał on za zadanie poprowadzić dżihad przeciwko krzyżowcom oraz przywrócić autorytet sułtana wśród miejscowych władców muzułmańskich. W roku 1114 Ak Sunkur przedsięwziął nieudany atak na Edessę, po czym poniósł dotkliwą porażkę w walce z Ilghazim (1091 - 1122) z rodu Artukidów. W rezultacie tych porażek Ak Sunkur popadł w niełaskę, stracił swoje stanowiska i lata 1116 - 1118 spędził w swojej posiadłości ar-Rahba nad Eufratem. Nowy sułtan Mahmud niezwłocznie po wstąpieniu na tron w roku 1118 ponownie mianował Ak Sunkura namiestnikiem Bagdadu, bardzo szybko zastąpił go jednak Mengü-Barsem. Masud nadał wówczas Ak Sunkurowi Maraghę jako ikta. Jednak Dubajs (1108 - 1135) z rodu Mazjadydów zachęcał Masuda i jego atabega Aj-Abę Dżujusz Bega do buntu przeciwko Mahmudowi i zabicia jego starego wroga, Ak Sunkura. Ten dowiedział się o tym i przeszedł na stronę Mahmuda, po czym stanął na czele armii sułtana i w roku 1120 pokonał rebeliantów w bitwie pod Asadabadem. W roku 1121 Ak Sunkur ponownie otrzymał namiestnictwo Mosulu, tym razem od Mahmuda. W następnym roku został także namiestnikiem Bagdadu i otrzymał jako ikta Wasit. Dodatkowo powrócił także do sprawowania pieczy nad Masudem jako jego atabeg i ożenił się z jego matką, wdową po Mohammadzie Taparze. W roku 1123 wspólnie z kalifem Al-Mustarszidem (1118 - 1135) obronił Bagdad przed atakiem Dubajsa. Pomimo tego na prośbę kalifa w roku 1124 Ak Sunkur przestał być namiestnikiem Bagdadu. Mahmud uczynił go za to atabegiem jednego ze swoich synów i wysłał do Mosulu z misją rozpoczęcia dżihadu przeciwko łacinnikom. We wrześniu 1124 roku Aleppo zostało oblężone przez krzyżowców współdziałających z Dubajsem i nie mogąc doczekać się pomocy od swojego nominalnego władcy, Timurtasza (1122 - 1154) z rodu Artukidów, mieszkańcy zwrócili się do Ak Sunkura. Ten przerwał oblężenie miasta w styczniu 1125 roku i chociaż następnie został pokonany w bitwie pod Azaz, to utrzymał władzę nad Aleppo. Wydawało się, że korzystając z silnej bazy w Mosulu i Aleppo podejmie teraz agresywne działania przeciwko krzyżowcom, jednak 26 listopada 1126 roku został zabity przez nizarytów.